# Bleckhausen
Bleckhausen település Németországban, Rajna-vidék-Pfalz tartományban. Lakosainak száma 282 fő (2023. december 31.).

## Népesség
A település népességének változása:
| Lakosok száma | 344  | 292  | 292  | 291  | 294  | 282  |
|               | 1975 | 2017 | 2019 | 2021 | 2022 | 2023 |